# Michael Peters
Michael Douglas Peters (Brooklyn, 6 agosto 1948 – Los Angeles, 28 agosto 1994) è stato un coreografo e regista televisivo statunitense.

## Biografia
Nato a Brooklyn da madre ebrea e padre afroamericano, crebbe a Williamsburg e studiò alla Fiorello H. LaGuardia High School. Raggiunse la fama nel 1975 quando coreografò il singolo di Donna Summer "Love to Love You Baby". Coreografò anche "Hello" di Lionel Richie e "Love Is a Battlefield" di Pat Benatar, ma il suo più grande successo lo raggiunse con il suo sodalizio con Michael Jackson. Coreografò con Jackson il videoclip di Thriller, per cui vinse l'MTV Video Music Awards nel 1984.
Attivo anche in campo teatrale, nel corso della sua carriera ha vinto il Tony Award alle migliori coreografie insieme a Michael Bennett per il musical Dreamgirls a Broadway nel 1982, oltre a danzare con Talley Beatty ed Alvin Ailey. Lavorando in televisione le sue coreografie gli valsero due premi Emmy.
Morì di AIDS a quarantasei anni.

## Filmografia parziale

### Regista
- Saranno famosi - serie TV, 2 episodi (1983-1984)
- California - serie TV, 1 episodio (1990)
- Tutti al college - serie TV, 2 episodi (1990-1991)
- Willy, il principe di Bel-Air - serie TV, 1 episodio (1992)